# VAB裝甲車
VAB裝甲車（Véhicule de l'Avant Blindé）是法國軍隊一種現役主力輪型裝甲車，和美國悍馬車相比其防禦力較高一些，能搭載的武器也較重型，包含四聯裝反戰車飛彈等。1976年服役，產量大約為5,000輛。
構型有4×4 和 6×6兩種，改型也極多，廣泛用於法國和其外銷國。

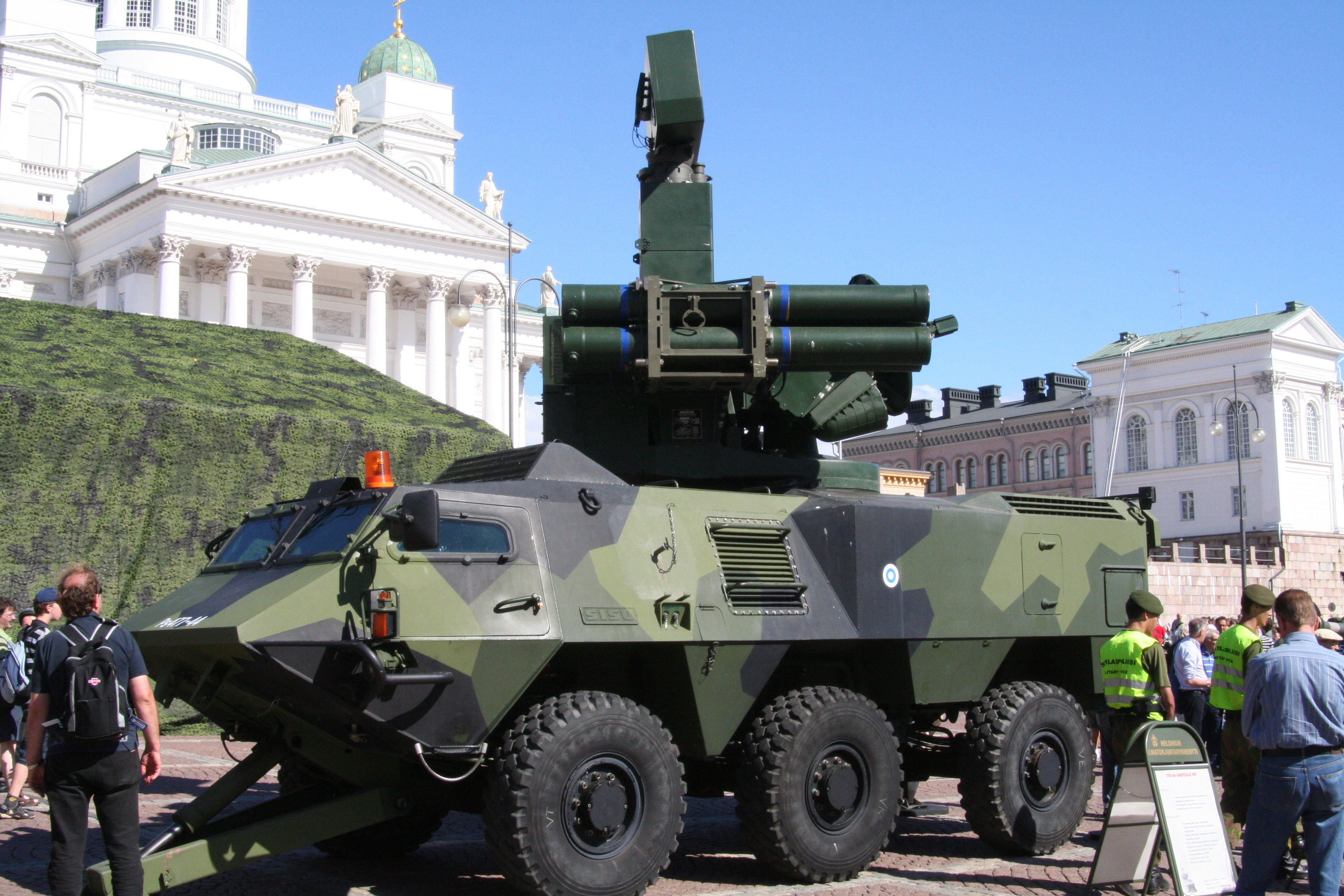
防空飛彈型
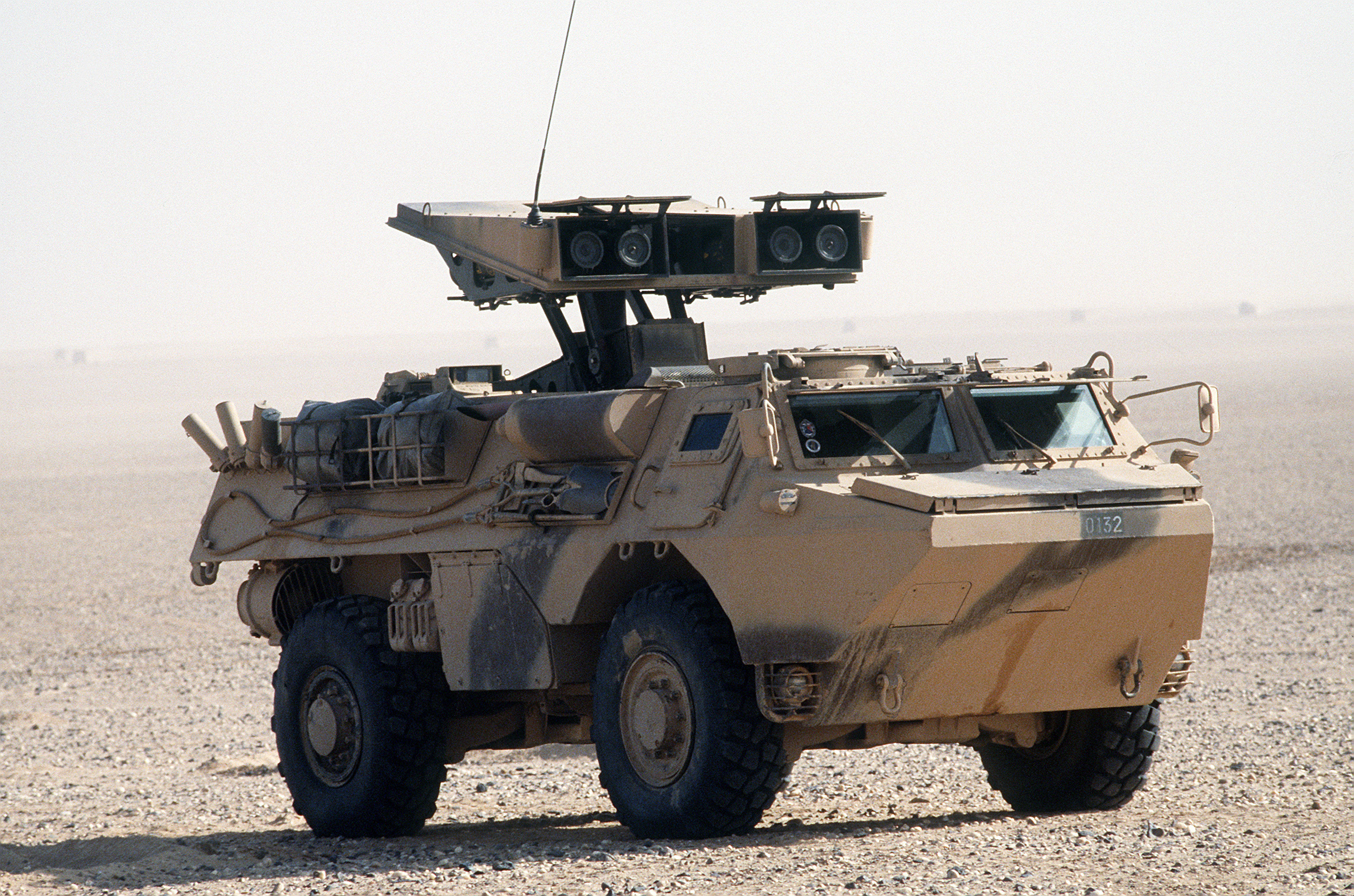
反戰車飛彈型
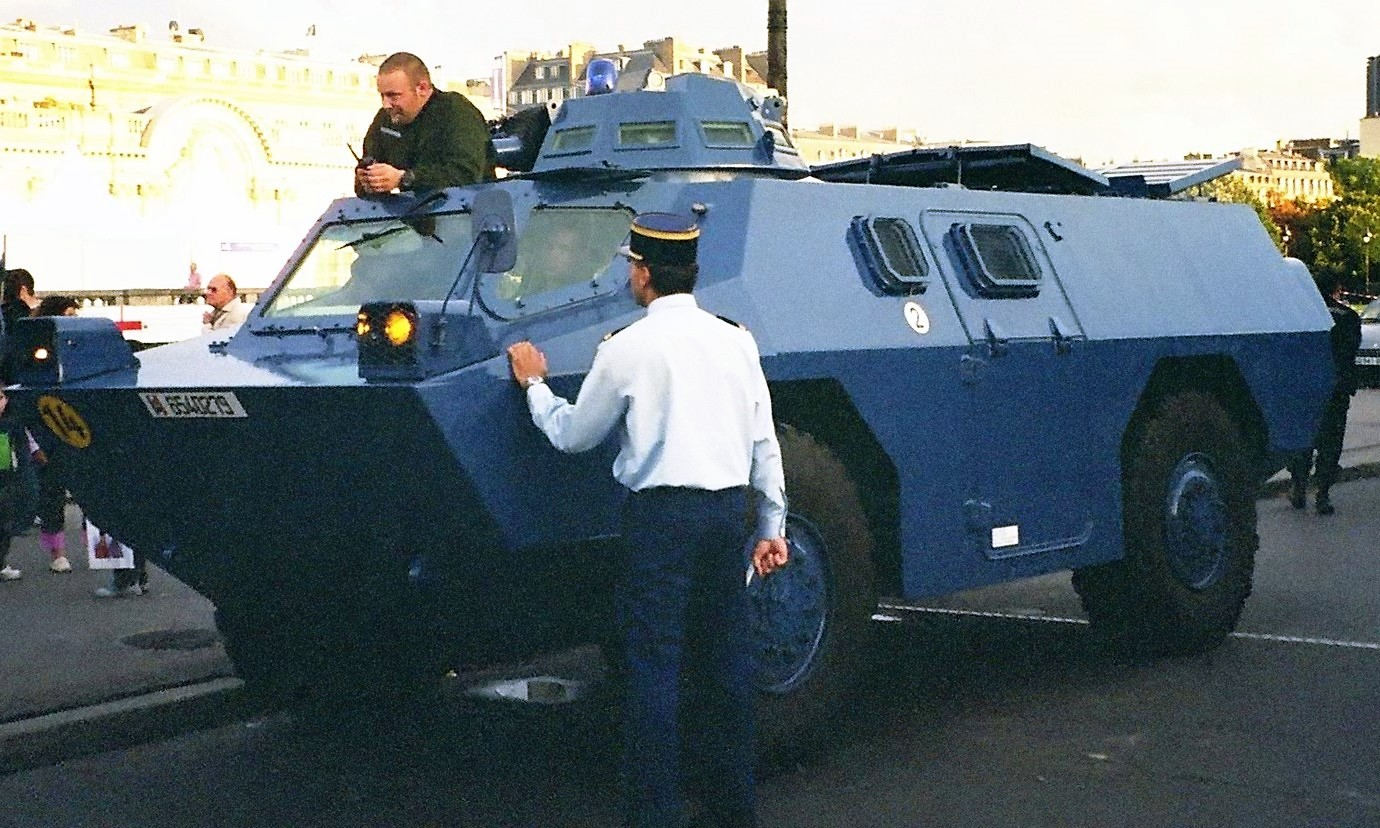
警用型
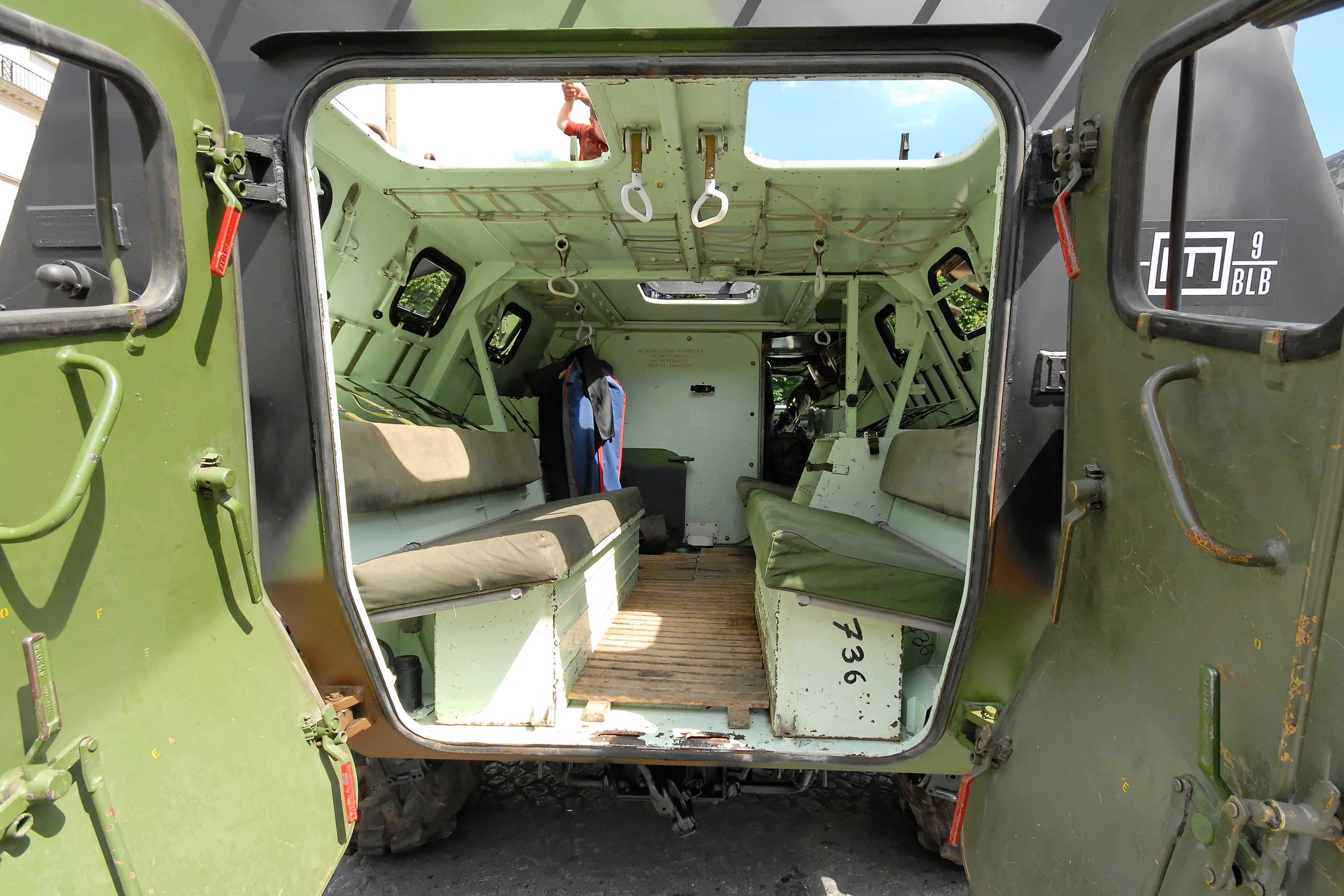
內部
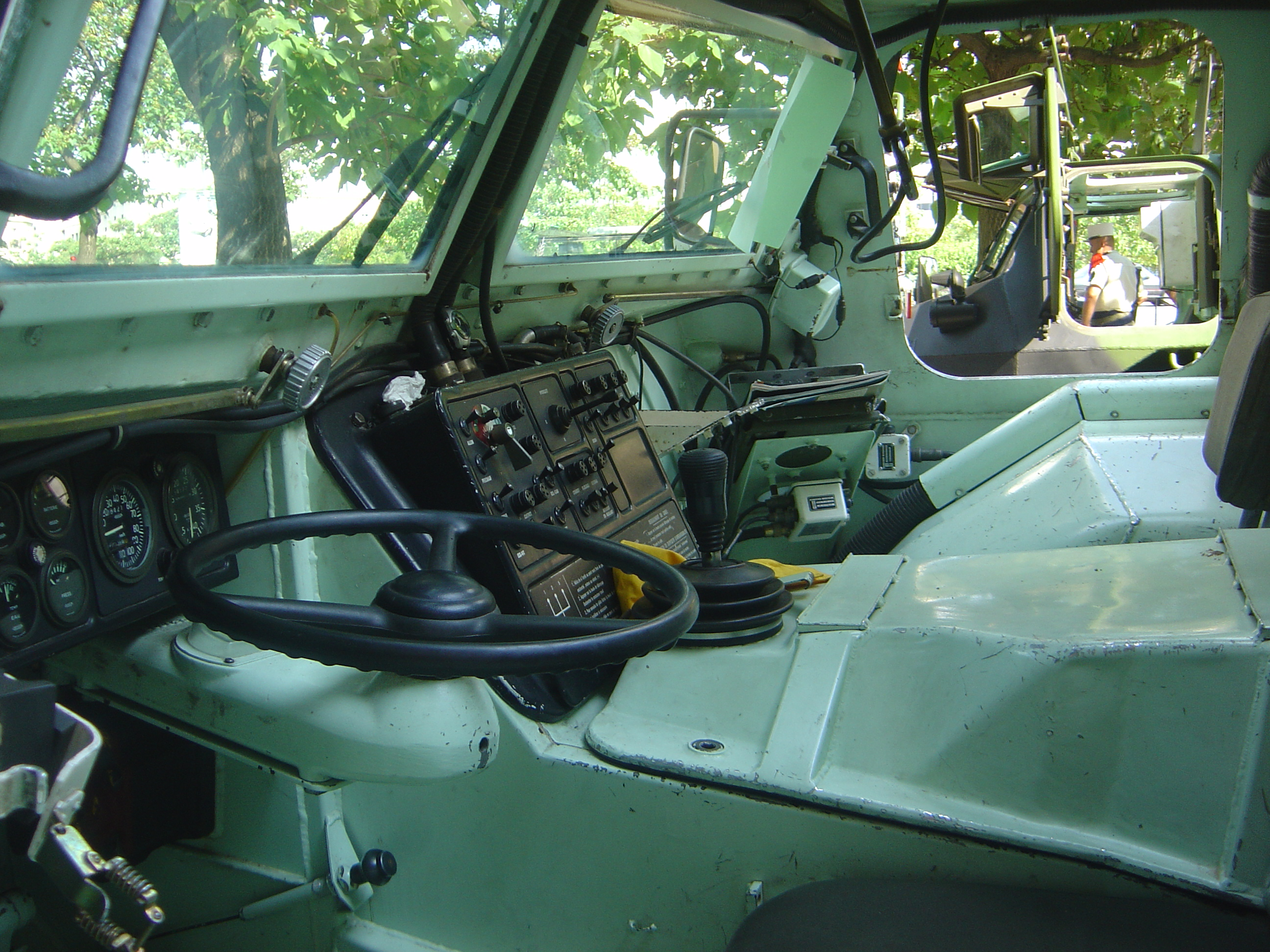
駕駛艙
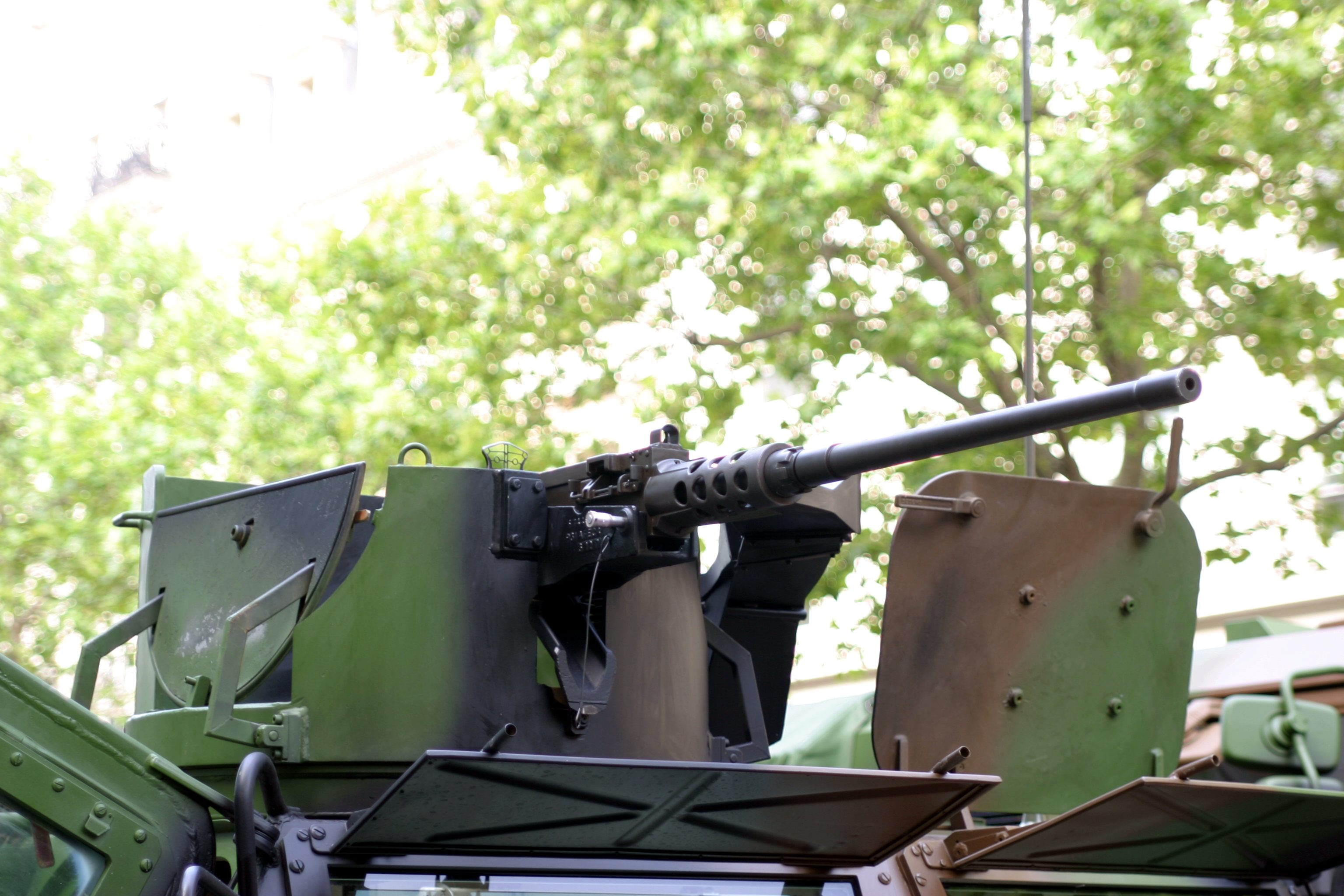
50機槍座
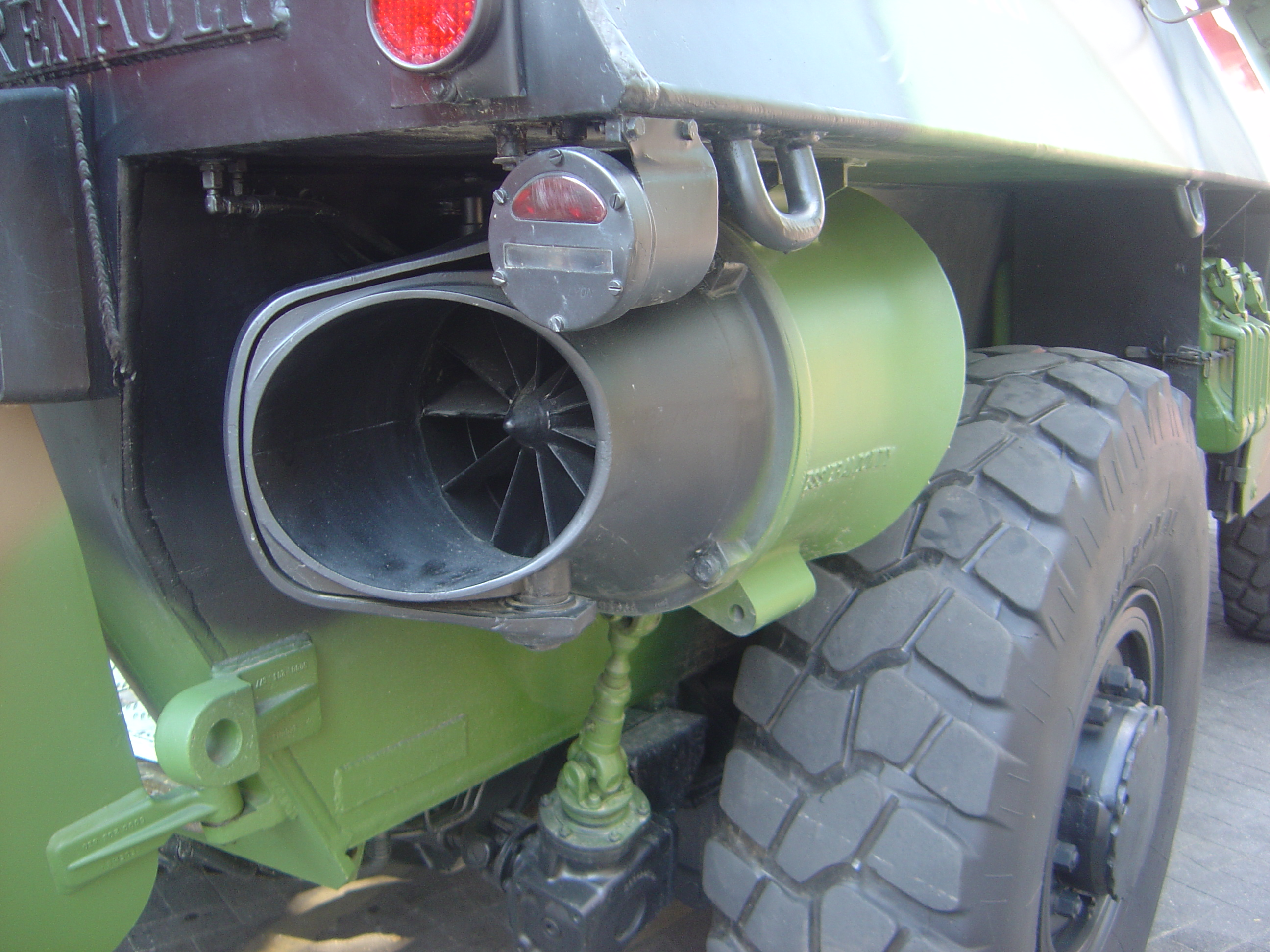
涉水推進器

## 使用國
- 法國約4000輛
- 中非
- 賽普勒斯
- 印度尼西亞
- 科威特
- 黎巴嫩含警用
- 模里西斯
- 摩洛哥約400輛
- 阿曼
- 阿联酋
- 義大利
- 墨西哥
- 乌克兰[5]

## 參看
- VBC-90毫米輪式突擊炮